# Karlos Arguiñano
Karlos Arguiñano Urkiola, né le 6 septembre 1948 à Beasain, est un cuisinier, professeur de gastronomie, écrivain, présentateur de télévision, acteur et entrepreneur basque espagnol. 
Il participe aussi aux jurys Gourmet ainsi qu'à des conférences, et il fait la promotion de la cuisine en général et de la cuisine espagnole en particulier dans plusieurs pays: États-Unis, Argentine, Mexique, Suède, Italie, Allemagne, France...

## Biographie
Karlos Arguiñano Urkiola naît le 6 septembre 1948 à Beasain. C’est le plus âgé de quatre frères. La maladie de sa mère l'oblige à prendre soin de ses frères et à s’occuper des tâches de la maison. Il suit ses études à "Los Benedictos de Lazcano" dans la province du Guipuscoa et, à l'âge de quatorze ans, il travaille dans l'usine de trains de Beasain. Après trois années, il quitte cet emploi et décide de s’inscrire à l'école d'Hôtellerie de l'Hôtel Euromar dirigée par Luis Irizar à Zarautz. 
Il travaille d'abord à l'hôtel Maria Cristina puis continue sa carrière professionnelle à l'hôtel Londres, tous deux situés à Saint-Sébastien. Il se marie avec Luisi, qui l'accompagne pendant toute sa carrière et avec laquelle il a six enfants.
En 1970, il dirige les cuisines du Club de Golf de Zarautz où il passe neuf ans aux côtés de sa fiancée et fait partie du mouvement appelé "Nueva Cocina Vasca" (Nouvelle Cuisine Basque). En 1978, il ouvre son premier hôtel-restaurant à Zarautz. Pendant onze ans, il développe et agrandit son hôtel-restaurant maintenant connu sous le nom d’"hôtel-restaurant Karlos Arguiñano". 
En 1991, après avoir présenté pendant une année un programme de cuisine sur la chaîne basque ETB, il commence à présenter un programme quotidien sur la TVE nommé El Menú de cada día (le menu de chaque jour). Deux ans plus tard, il présente également une émission le samedi matin pour apprendre la cuisine basque à un invité anonyme, intitulée El Sábado cocino yo.
Entre 1994 et 1995, son émission quotidienne est rebaptisée El menú de Karlos Arguiñano puis de 1995 à 1998 La Cocina de Arguiñano.  En 1996, il inaugure à Zarautz l'Académie de Cuisine Aiala.
À partir de 2004, le chef commence à travailler pour la chaine Telecinco avec une émission s'appelant Karlos Arguiñano en tu cocina (Karlos Arguiñano dans ta cuisine). Au cours de l'été 2010, Karlos Argiñano met un terme à son contrat avec Telecinco et dès le mois de septembre il commence à présenter une nouvelle émission sur la chaîne Antena 3. 
Le cuisinier participe à plusieurs films comme Airbag en 1997 et "Año Mariano" en 2000. Karlos Arguiñano est également à la tête de la société de production Asergace qui est responsable de son programme de télévision et aussi de ses livres de cuisine. 
Karlos Arguiñano étant un amateur de motos, il est devenu en 2009 le directeur de l'équipe Derbi dans la catégorie des 125 cm3 du championnat de motocyclisme, avec Pol Espargaró, Joan Olivé et Efrén Vázquez comme pilotes officiels.